# Каин
Ка́ин (др.-евр. קין‬, от корня קנה кана́, имеющего значение «приобретать, получать, производить», араб. قابيل‎ Кабил, др.-греч. Κάιν, лат. Cain) — в Библии старший сын Адама и Евы (Быт. 4). Первый рождённый на Земле человек (Быт. 4:1—2), а также первый убийца.
Каин является отцом Еноха и родоначальником его линии.
Имя Каин стало нарицательным для злобного, завистливого человека, способного на подлости (необязательно на убийство) по отношению к самым близким людям. Восточнославянская народная этимология проводит параллель с именем Каина и глаголом др.-рус. окаяти в значении «проклясть», от которого произошло современное слово «окаянный».
В гностицизме Каин является сыном Лукавого (сатаны) и Евы. О таком мнении сообщали святитель Епифаний Кипрский, святой Ириней Лионский, Тертуллиан. Оно существует в еврейских мидрашах.

## История братьев
Авель был скотоводом, а его брат Каин — земледельцем.
Конфликт начался с жертвоприношения Богу, произведённого обоими братьями (это первые жертвоприношения, о которых упоминается в Библии). Авель принёс в жертву первородных своего стада, а Каин — плоды земли.
И был Авель пастырь овец, а Каин был земледелец. Спустя несколько времени, Каин принес от плодов земли дар Господу, и Авель также принес от первородных стада своего и от тука их.Быт. 4:2—4
Бог благосклонно принял только жертву Авеля:
И призрел Господь на Авеля и на дар его, а на Каина и на дар его не призрел. Каин сильно огорчился, и поникло лицо его.Быт. 4:4—5
После этого Каин убил Авеля:
И когда они были в поле, восстал Каин на Авеля, брата своего, и убил его.Быт. 4:8
В данном моменте Библии впервые поднимается тема моральной ответственности за свои поступки, а также в первый раз, ещё до совершения Каином преступления, только после проявления им чувства зависти, произносится слово «грех»:
Если делаешь доброе, то не поднимаешь ли лица? а если не делаешь доброго, то у дверей грех лежит; он влечёт тебя к себе, но ты господствуй над нимБыт. 4:7
Также можно заметить, что Каин попытался скрыть перед Богом факт содеянного:
И сказал Господь Каину: где Авель, брат твой? Он сказал: не знаю; разве я сторож брату моему?Быт. 4:9
Мотив предпочтения, отдаваемого Богом младшему брату, встречается и в других местах Библии, — в историях Исава и Иакова, Иосифа и его одиннадцати старших братьев, Давида и его старших братьев. Авель является первым в этом ряду.
В иудаизме встречается отличающаяся точка зрения на мотивы убийства Авеля Каином.

## Толкования истории Каина и Авеля
Согласно Талмуду, Каин и Авель родились в Эдеме. С точки зрения А. П. Лопухина, это противоречит тексту Библии и переводу имени Каин, исполненного скорее надеждой на возвращение в Эдем, нежели присутствием в нём.

### В христианстве
Апостол Павел говорит, что Авель был предпочтён Каину за веру и праведность:

Верою Авель принес Богу жертву лучшую, нежели Каин; ею получил свидетельство, что он праведен, как засвидетельствовал Бог о дарах его; ею он и по смерти говорит еще.
— Евр. 11:4
Единодушен с ним и апостол Иоанн, который говорит, что эти добродетели Авеля стали поводом для несправедливой зависти Каина:

Каин, который был от лукавого и убил брата своего. А за что убил его? За то, что дела его были злы, а дела брата его праведны.
— 1Ин. 3:12
Преподобный Ефрем Сирин, живший в IV веке, в толковании Книги Бытия рассуждает о поступке Каина, замечая, что целью жертвоприношения должна была явиться демонстрация Творцу благодарности со стороны приносящего. По его мнению, жертва Каина Господу была совершена не из любви, а из небрежения, и поэтому была отвергнута:
У Каина были волы и тельцы; не было у него недостатка в зверях и птицах, чтобы принести их в жертву, но он не принес их в тот день, когда надлежало принести начатки земных плодов. И ужели был у него недостаток в класах, чтобы принести в жертву класы добрые, или в плодах древесных, чтобы избрать из них лучшие? Но он не сделал сего, хотя было то удобно; не позаботился о класах добрых, или о плодах лучших. В душе приносящего жертву не было любви к Приемлющему приношения.
Святитель Иоанн Златоуст, толкуя Быт. 4:9, говорит, что в вопросе всезнающего Бога «где Авель, брат твой?» содержится призыв к тому, чтобы Каин исповедал свой грех, а ответ Каина «не знаю; разве я сторож брату моему?» — свидетельство дерзкого отношения Каина к Богу и отказа раскаяться.

### В иудаизме
В мидраше Берешит Рабба (глава 22) сообщается, что, после того как Адам и Ева легли на ложе, вышли из него семеро: Каин и его сестра-близнец, Авель и две его сестры-близнецы. Каин был земледелец.
О причинах убийства Каином Авеля существует несколько толкований. По одному из них, один из братьев сказал: «Земля, на которой ты стоишь, — моя», а второй возразил: «То, что ты одет, — моё». Один сказал: «Разденься», другой возразил: «Улетай от земли». По другому толкованию, один сказал: «Храм должен быть построен в моей области», а другой утверждал: «Он должен быть построен в моей области». По третьему толкованию, ещё один близнец родился с Авелем, и каждый из братьев потребовал её. Один заявил: «Она будет у меня, потому что я первенец; в то время как другой утверждал: «Я должен иметь её, потому что она родилась со мной». Авель был сильнее Каина, так что в начале борьбы Каин очутился под Авелем. Каин сказал: «Ведь нас только двое во всем мире, что скажешь ты отцу в утешение?» Авель исполнился жалости к брату и отпустил его, но Каин вероломно убил его.
Еврейский мудрец и философ Йосеф Альбо, живший в Испании в XIV веке, предполагал, что Каин считал людей и животных равными, поэтому не имел за собой права убивать скот. Позднее Каин сделал следующий логический шаг: если люди и животные в действительности равны, то тот, кто лишает жизни скот, сам достоин смерти. Этим он и оправдывал в своих глазах убийство брата.

### В исламе
Об убийстве Каином Авеля также написано в Коране, но имена братьев в нём не указаны. Каин (Кабил) убил своего младшего брата Авеля (Хабиля) из-за того, что Аллах, обязав обоих принести жертву, принял только жертву Авеля. Чувство зависти заставило Каина убить своего брата и стать первым в истории человечества убийцей.

Прочти им истинный рассказ о двух сыновьях Адама. Вот они оба принесли жертву, и она была принята от одного из них и была не принята от другого. Он сказал: «Я непременно убью тебя». Он ответил: «Воистину, Аллах принимает только от богобоязненных. ۝ Если ты протянешь ко мне руку, чтобы убить меня, я все равно не протяну руки, чтобы убить тебя. Воистину, я боюсь Аллаха, Господа миров. ۝ Я хочу, чтобы ты вернулся с моим грехом и твоим грехом и оказался среди обитателей Огня. Таково воздаяние беззаконникам». ۝ Душа подтолкнула его на убийство своего брата, и он убил его и оказался одним из потерпевших убыток. ۝ Аллах послал ворона, который стал разгребать землю, чтобы показать ему, как спрятать труп его брата. Он сказал: «Горе мне! Неужели я не могу поступить, как этот ворон, и спрятать труп моего брата?» Так он оказался одним из сожалеющих.
Оригинальный текст (ар.)
وَاتْلُ عَلَيْهِمْ نَبَأَ ابْنَيْ آدَمَ بِالْحَقِّ إِذْ قَرَّبَا قُرْبَانًا فَتُقُبِّلَ مِنْ أَحَدِهِمَا وَلَمْ يُتَقَبَّلْ مِنَ الْآخَرِ قَالَ لَأَقْتُلَنَّكَ ۖ قَالَ إِنَّمَا يَتَقَبَّلُ اللَّهُ مِنَ الْمُتَّقِينَ لَئِنْ بَسَطْتَ إِلَيَّ يَدَكَ لِتَقْتُلَنِي مَا أَنَا بِبَاسِطٍ يَدِيَ إِلَيْكَ لِأَقْتُلَكَ ۖ إِنِّي أَخَافُ اللَّهَ رَبَّ الْعَالَمِينَ إِنِّي أُرِيدُ أَنْ تَبُوءَ بِإِثْمِي وَإِثْمِكَ فَتَكُونَ مِنْ أَصْحَابِ النَّارِ ۚ وَذَٰلِكَ جَزَاءُ الظَّالِمِينَ فَطَوَّعَتْ لَهُ نَفْسُهُ قَتْلَ أَخِيهِ فَقَتَلَهُ فَأَصْبَحَ مِنَ الْخَاسِرِينَ فَبَعَثَ اللَّهُ غُرَابًا يَبْحَثُ فِي الْأَرْضِ لِيُرِيَهُ كَيْفَ يُوَارِي سَوْءَةَ أَخِيهِ ۚ قَالَ يَا وَيْلَتَا أَعَجَزْتُ أَنْ أَكُونَ مِثْلَ هَٰذَا الْغُرَابِ فَأُوَارِيَ سَوْءَةَ أَخِي ۖ فَأَصْبَحَ مِنَ النَّادِمِينَ
—  5:27—31 (Кулиев)
Согласно толкованиям, когда братья и сестры достигли совершеннолетия, Всевышний повелел Адаму женить Хабиля (Авеля) на сестре, рождённой Евой одновременно с Кабилом (Каином), так как ей было запрещено вступать в брак с Каином. Каин отказался взять в жёны сестру, рождённую Евой одновременно с Авелем. Поскольку Каин не прекращал настаивать на своём, чтобы разрешить спор, Адам предложил прибегнуть к жертвоприношению — курбану. Авель принес лучшую овцу, а Каин — незрелую пшеницу. Положив и то и другое на разные холмы, они стали наблюдать. Тут с небес спустилось белое облако и подняло овцу Авеля. Когда Каин увидел это, он испытал сильную зависть и решил убить Авеля. Затем Каин похоронил Авеля. Авелю было двадцать лет.

### Другие толкования
«Кругосвет» отмечает, что в библейском рассказе нашёл своё отражение конфликт между двумя укладами жизни, скотоводческим и земледельческим.

## Изгнание Каина
После убийства Каин был подвергнут Божьему проклятию и изгнан в землю Нод (Быт. 4:11—16).
И сказал ему Господь: за то всякому, кто убьет Каина, отмстится всемеро. И сделал Господь Каину знамение, чтобы никто, встретившись с ним, не убил его.Быт. 4:15
«Сделал Господь Каину знамение» — начертал одну из букв Своего Имени на его лбу. Другое объяснение: «всякий встретивший меня убьёт меня» (относится) к скоту и зверям, ведь ещё не было людей, которых бы он опасался, но только его отец и мать, и он не боялся, что они убьют его. Сказал: «До сих пор страх предо мною был на всех зверях, как сказано: „И страх пред вами (будет на всяком животном земном и на всякой птице небесной)“. Теперь же из-за этого злодеяния звери не будут бояться меня и убьют меня». Тотчас «и поставил Господь Каину знак», возвратил зверям страх пред ним.
В современном языке выражение «Каинова печать» имеет смысл «печать преступления».

## Семья и потомство Каина
Жёны
Из библейских текстов имя жены Каина неизвестно, повествователь сообщает только, что, переселившись к востоку от Эдема в земле Нод, «познал Каин жену свою» (Быт. 4:16—17).
Вместе с тем, в постбиблейской традиции существует ряд сведений о предполагаемой жене Каина, так:
- согласно «Книге Юбилеев» (около II века до н. э.), Каин взял в жёны свою сестру Аван[19].
- Епифаний Кипрский в «Панарионе» со ссылкой на Книгу Юбилеев называет женой Каина Саву — его старшую сестру[20].
- У святителя Димитрия Ростовского в Келейном летописце упоминается единорожденная сестра Каина Калмана[21].
- Армянский историк Мхитар Айриванкский сообщал, что Адам и Ева «родили Каина и Климу, сестру его»[22].

Саид-Афанди аль-Чиркави сообщал, что:
- вместе родились Кабил и Иклима;
- Всевышний повелел Адаму женить Хабила на Иклиме, ибо ей как близнецу было запрещено вступать в брак с Кабилом[23].

Израильский раввин Элиягу Эссас:
- со ссылкой на Ицхака Абрабанеля сообщал, что жену Каина звали Кальмана[24].
- со ссылкой на Талмуд[25] сообщал, что Каин женился на двух сестрах Гевеля (Авеля). У Каина было 100 сыновей и дочерей[26].

Дети
Согласно Библии, в земле Нод у Каина родился сын Енох.
Согласно «Книге Юбилеев» (ок. II века до н. э.), Каину Еноха родила Аван.
Армянский историк Вардан Великий называет сыновей Каина: Енох, Гаидад, Малелеил, Мафусал и Ламех.
В аггадическом произведении Сефер га-Яшар косвенно упоминается сын Каина Гори.
Последующие потомки
У Еноха родился сын Ирад. От Ирада родился Мехиаель (Малелеил), за ним Мафусал, а от Мафусала — Ламех. У Ламеха было 2 жены. Первая — Ада, от которой родились Иавал и Иувал. Вторая — Цилла, от которой родились сын Тубал-Каин и дочь Ноема.
На основании параллелей в родословных Каина и Сифа и сходства или совпадения имён их потомков был сделал вывод о том, что обе родословные восходят к единому преданию, являясь разными вариантами одного списка.

## Образ Каина в кино
- «Библия» (Италия, США, 1966). Режиссёр Джон Хьюстон. В роли Каина — Ричард Харрис.
- «Ной» / Noah (2014; США). Режиссёр Даррен Аронофски. В роли Каина Йоуханнес Хёйкьюр Йоуханнессон.
- «Сверхъестественное» / Supernatural (Сезоны с 9 по 10, также упомянут в 5 и 6 сезонах). Роль Каина исполнил Тимоти Омандсон.
- «Люцифер» / Lucifer (3 Сезон). Роль Каина принадлежит Тому Уэллингу.
- «Он никогда не умирал» / He never died (США, Канада, 2015). Режиссер Джейсон Кравчик. В роли Каина — Генри Роллинз.